# Усадьба в Гарлице-Мурованой

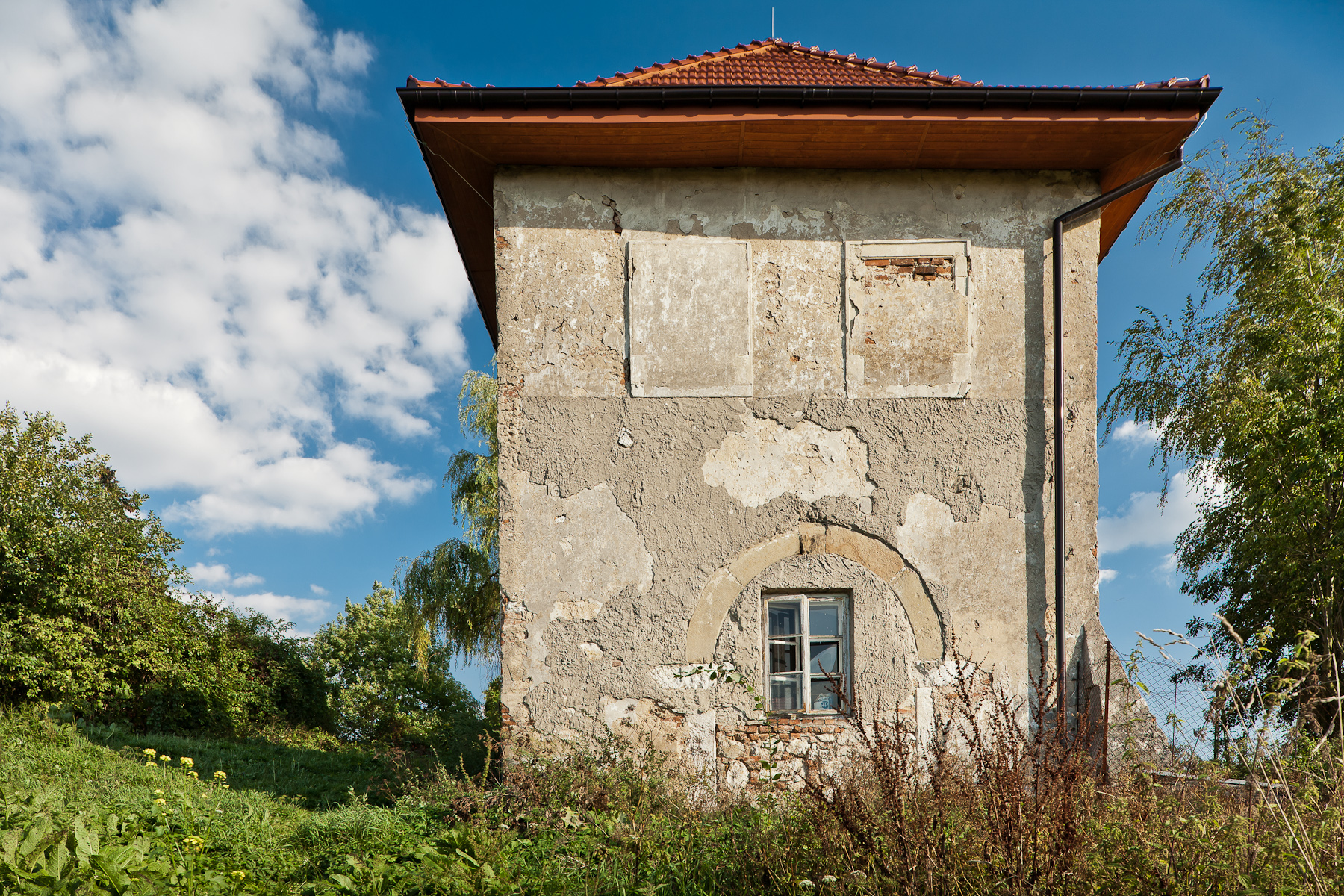
Лямус

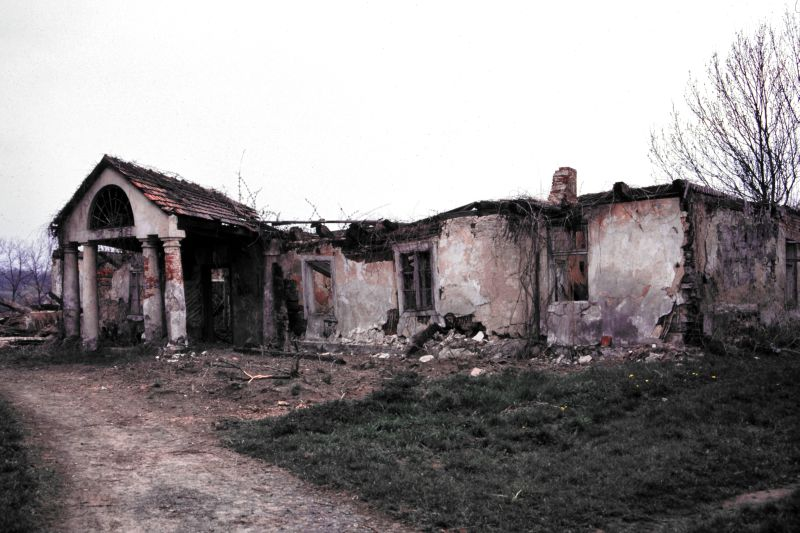
Руины усадьбы

Усадьба в Гарлице-Мурованой (пол. Zespół dworski w Garlicy Murowanej ) — архитектурный памятник в Польше, который находится в селе Гарлица-Мурована сельской гмины Зелёнки Краковского повята Малопольского воеводства. Усадебный комплекс, состоящий из парка, лямуса, мельницы и въездных ворот, внесён в реестр охраняемых памятников Малопольского воеводства.
В начале XVII века был построен деревянный лямус, который стал основой будущей усадьбы. Первоначально лямус представлял исполнял функции въездных ворот на территорию крестьянской усадьбы. Со временем этот деревянный лямус был перестроен в каменный. В XIX веке на территории усадьбы было построено здание в стиле классицизма. В настоящее время это здание находится в руинах. В начале XX века усадьба находилась в собственности краковской Сельскохозяйственной академии, которая использовала усадьбу в качестве учебной и экспериментальной станции. В 70-е годы XX столетия здание Сельскохозяйственная академия перестала следить за зданием усадьбы и оно постепенно стало разрушаться.
15 апреля 1977 года усадебный комплекс был внесён в реестр охраняемых памятников Малопольского воеводства (№ А-442).
До настоящего времени на территории усадьбы сохранились лямус XVIII века и амбар с прилегающими к нему въездными воротами.